# Бакут, Пётр Алексеевич
Пётр Алексеевич Бакут (4 октября 1933 — 13 мая 2018) — доктор технических наук, член географического общества, кандидат в мастера спорта по туризму. Рассчитал центр СССР и России. Один из основоположников статистической радиолокации.

## Биография
Родился 4 октября 1933 года в Алексеевском районе города Москвы. Отец — Бакут Алексей Миронович — инженер землеустроитель, ветеран Великой Отечественной войны; Мать — Праздникова Александра Иванова — инженер землеустроитель. В связи с работой родителей, а в дальнейшем с войной Петр Бакут часто менял место жительства. В 5 лет переехал в Киргизию, село тюп, в 6 лет переехал в Брянск. Во время войны Петр Бакут со своей семьей был эвакуирован в село Грибоедово, Тамбовская область. После войны жил в Калининграде.
Выпускник Московско физико-технического института (1956). Работал в КБ-1 (будущее НПО «Алмаз» имени академика А. А. Расплетина). С 1976 до конца 1990-х гг. начальник теоретического отдела (отдел № 1024) НПО «Астрофизика».
Доктор технических наук, профессор. Читал курсы лекций в МФТИ.
В 1963—1964 годах авторским коллективом в составе П. А. Бакута, И. А. Большакова, Б. М. Герасимова, А. А. Курикши, В.Г Репина, Г. П. Тартаковского и В. В. Широкова издана фундаментальная двухтомная монография:
- Вопросы статистической теории радиолокации [Текст] : [В 2 т.] / П. А. Бакут, И. А. Большаков, Б. М. Герасимов и др. ; Под общ. ред. проф. Г. П. Тартаковского. — Москва : Сов. радио, 1963—1964. — 2 т.; 21 см. Т. 1. — 1963. — 424 с. : черт. Т. 2. — 1964. — 1079 с. : черт.

В году 1974 во время научно-спортивной экспедиции им И. Д. Папанина П. А. Бакутом был рассчитан географический центр Советского Союза на местности в истоках р. Поколька, левого притока р. Таз. После распада СССР Петр Бакут в 1992 впервые по специальной формуле вывел координаты географического центра России. Он располагался на плато Путорана (66 градусов 25 минут северной широты и 94 градуса 15 минут восточной долготы). Данные проверила Федеральная служба геодезии и картографии, после чего юго-восточный берег озера Виви был официально признан географическим центром России.

## Семья
Бакут Петр Алексеевич был женат на Бакут (Нецветаевой) Галине Серафимовне (1933—2013). Сын — Бакут Виктор Петрович (1952—1999).

## Публикации
- Теория обнаружения сигналов / [П. С. Акимов, П. А. Бакут, В. А. Богданович и др.]; Под ред. П. А. Бакута. — М. : Радио и связь, 1984. — 440 с. : ил.; 22 см; ISBN В пер.
- Теория когерентных изображений / П. А. Бакут, В. И. Мандросов, И. Н. Матвеев, Н. Д. Устинов; Под ред. Н. Д. Устинова. — М. : Радио и связь, 1987. — 263,[1] с. : ил.; 23 см; ISBN (В пер.)
- Методы обработки оптических сигналов : [Учеб. пособие] / П. А. Бакут, В. А. Буреев, В. А. Логинов; Моск. физ.-техн. ин-т. — М. : МФТИ, 1987. — 78,[1] с. : ил.; 20 см.
- Обнаружение движущихся объектов / П. А. Бакут, Ю. В. Жулина, Н. А. Иванчук; Под общ. ред. П. А. Бакута. — М. : Сов. радио, 1980. — 287 с.; 20 см; ISBN В пер.
- Параллельная обработка информации [Текст] : в 5 т. / Акад. наук Украинской Советской Социалистической Республики, Физ.-механический ин-т им. Г. В. Карпенко; под ред. А. Н. Свенсона. — Киев : Наукова думка, 1985-. — 22 cм. Т. 2: Параллельные методы и средства распознавания образов [Текст] / [П. А. Бакут и др.]. — 1985. — 279 с. : ил.
- Статистические методы обработки информации. Теория оценивания параметров : учеб. пособие для студентов вузов по направлению «Прикладные математика и физика» / П. А. Бакут, Ю. П. Шумилов ; М-во образования и науки Рос. Федерации, Гос. образоват. учреждение высш. проф. образования Моск. физ.-техн. ин-т (гос. ун-т)(МФТИ). — М. : [МФТИ], 2004 (НИЧ МФТИ). — 56 с. : ил.; 21 см; ISBN 5-7417-0249-X (в обл.)
- Спектрально-корреляционная теория стационарных случайных сигналов : учеб. пособие для студентов вузов, по направлению «Прикладные математика и физика» / П. А. Бакут, Ю. П. Шумилов ; М-во образования и науки Рос. Федерации, Федер. агентство по образованию, Гос. образоват. учреждение высш. проф. образования Моск. физ.-техн. ин-т (гос. ун-т). — М. : Моск. физ.-техн. ин-т (гос. ун-т), 2005 (Издат. сектор ОП Моск. физико-техн. ин-та). — 50 с. : ил., табл.; 20 см; ISBN 5-7417-0136-1 (в обл.)